# Puppet Master X: Axis Rising
A Puppet Master X: Axis Rising 2012-es amerikai horrorfilm. Ez a tizedik film a Gyilkos bábok-sorozatban. Közvetlen folytatása az Axis of Evilnek. A filmet Charles Band írta és rendezte. Producerként John Schouweiler működött közre. Ebben az epizódban újabb bábok jelennek meg: Blitzkrieg, Bombshell, Kamikaze és Weremacht, akiket a nácik alkotnak meg, és saját céljukra használnak fel. A film magyar címet nem kapott.

## Történet
Egy amerikai fegyvergyár felrobbantását követően Danny Coogent és barátnőjét, Beth-t a sors nem hagyja nyugodni. Miután a nácik tudományos kísérletek felhasználása céljából Toulon egyik bábját ellopják, az okkultista Moebius parancsnoksága alatt megkísérelnek létrehozni egy halhatatlan katonafajt, valamint náci bábokat. Miután az őrült tudós (Dr. Freuhoffer) életre keltette a szérum által bábjait, Blitzkrieget, Wehrmachtot, Bombshellt és Kamikazét, Danny és Beth Toulon bábjaival felkészülnek, hogy megállítsák őket.

## Szereposztás
- Kip Canyon as Danny
- Jean Louise O'Sullivan as Beth
- Terumi Shimazu as Ozu
- Scott Anthony King mint Moebius parancsnok
- Paul Thomas Arnold as General Porter
- Brad Potts as Sergeant Stone
- Stephanie Sanditz as Uschi
- Kurt Sinclair as Major Collins
- Oto Brezina as Dr. Freuhoffer
- Glenn Zhang as Chinese Man
- Ian Roberts as SS Soldier #1
- Jesse Hlubik as SS Soldier #2
- Michael Ulmer as SS Soldier #3
- Danielle Stewart as Leech Woman (voice) (Uncredited)
- Kenichi Iwabuchi as Kamikaze (voice) (Uncredited)

## Háttér
Annak ellenére, hogy valójában ez a tizenegyedik rész, a tizedik epizódnak tekintik, mert a Puppet Master vs Demonic Toysat Charles Band nem tekinti a sorozat hivatalos részének. Six Shootert a legnehezebb, legbonyolultabb munkálatokkal járó bábok közé sorolták a speciális és különleges effektek megvalósítása miatt. Ez a negyedik Puppet Master film, amelynek munkálatain Christopher Bergschneider részt vett. Korábban dolgozott a Retro Puppet Master, Puppet Master: The Legacy, valamint a Puppet Master vs Demonic Toys-ban.

## Megjelenések
A Puppet Master X: Axis Rising az USA-ban 2012. október 23-án megjelent Blu-ray disc-en.

## Kritikai fogadtatás
- A Rotten Tomatoes oldalon a film 109 értékelési kritérium alapján 22%-os minősítést kapott.[3]
- Az IMDb filmadatbázison 4.3 ponton állt 2018 novemberében.[4]
- A film fogadtatása vegyes volt. A Dread Central munkatársa, Dave Harlequin negatív kritikával illette, 2,0/10-es pontszámmal: „messze a legrosszabb darabja a Puppet Master franchise közel 25 éves munkásságának”.[5] A Cinema Crazed azonban dicsérte az Axis Risingot: „meggyőző horrorfilm”.[6]